# Cerro Copihue
Der Cerro Copihue ist ein rund 40 m hoher Hügel auf der Livingston-Insel im Archipel der Südlichen Shetlandinseln. Auf der Ostseite des Kap Shirreff, dem nördlichen Ende der Johannes-Paul-II.-Halbinsel, ragt er am Playa Copihue auf.
Wissenschaftler der 45. Chilenischen Antarktisexpedition (1990–1991) benannten ihn in Anlehnung an die Benennung des gleichnamigen Strands. Dessen Namensgeber ist die Copihue (Chilenische Wachsglocke), der Blume im  chilenischen Staatswappen.